# Abedalá ibne Maomé Alcacani
Abu Alcácime Abedalá ibne Maomé Alcacani (em árabe: أبو القاسم عبدالله بن محمد الخاقاني; romaniz.: Abu'l-Qāsim Abdallāh ibn Muḥammad al-Khāqānī‎) foi um alto funcionário do Califado Abássida, que serviu como vizir em 924-925. Era filho de Maomé ibne Ubaide Alá Alcacani, vizir em 912-913, e neto de Ubaide Alá ibne Iáia ibne Cacane, vizir em 851-861 e 870-877. Serviu como secretário de seu pai e, em junho de 924, tornou-se o próprio vizir, em sucessão a Ali ibne Alfurate. Foi incapaz de lidar com os desafios enfrentados pelo governo abássida na época, e foi demitido em novembro de 925, por insistência do comandante-em-chefe Munis Almuzafar, que na época era o regente virtual do califado. Como de costume, foi preso e obrigado a pagar uma multa. Solto, morreu em 926/7.